# Рогов
Рогов (на словашки: Rohov) е село в окръг Сеница, Търнавски край, Западна Словакия. Населението му е 387 души.
Разположено е на 240 m надморска височина, на 8 km северно от град Сеница. Площта му е 4,57 km². Кмет на селото е Ян Кадич.